# Ciclismo ai Giochi della XXX Olimpiade - Corsa in linea femminile
La Corsa in linea femminile dei Giochi della XXX Olimpiade fu corsa il 29 luglio a Londra, nel Regno Unito, per un percorso totale di 140,3 km. Fu vinta dall'olandese Marianne Vos, che terminò la gara in 3.35'29". L'argento andò alla britannica Elizabeth Armitstead, mentre il bronzo alla russa Ol'ga Zabelinskaja.

## Ordine d'arrivo
Nota: DNF ritirata, DNS non partita, DSQ squalificata, FT fuori tempo
| Pos. | Corridore              | Squadra       | Tempo    |
| ---- | ---------------------- | ------------- | -------- |
| 1    | Marianne Vos           | Paesi Bassi   | 3h35′29″ |
| 2    | Elizabeth Armitstead   | Gran Bretagna | s.t.     |
| 3    | Ol'ga Zabelinskaja     | Russia        | a 2"     |
| 4    | Ina-Yoko Teutenberg    | Germania      | a 27"    |
| 5    | Giorgia Bronzini       | Italia        | s.t.     |
| 6    | Emma Johansson         | Svezia        | s.t.     |
| 7    | Shelley Olds           | Stati Uniti   | s.t.     |
| 8    | Pauline Ferrand-Prévot | Francia       | s.t.     |
| 9    | Liesbet De Vocht       | Belgio        | s.t.     |
| 10   | Aude Biannic           | Francia       | s.t.     |
| 11   | Katarzyna Pawłowska    | Polonia       | s.t.     |
| 12   | Joëlle Numainville     | Canada        | s.t.     |
| 13   | Na Ah-Reum             | Corea del Sud | s.t.     |
| 14   | Annemiek van Vleuten   | Paesi Bassi   | s.t.     |
| 15   | Alena Amjaljusik       | Bielorussia   | s.t.     |
| 16   | Ashleigh Moolman       | Sudafrica     | s.t.     |
| 17   | Grete Treier           | Estonia       | s.t.     |
| 18   | Linda Villumsen        | Nuova Zelanda | s.t.     |
| 19   | Emilia Fahlin          | Svezia        | s.t.     |
| 20   | Pia Sundstedt          | Finlandia     | s.t.     |
| 21   | Christine Majerus      | Lussemburgo   | s.t.     |
| 22   | Polona Batagelj        | Slovenia      | s.t.     |
| 23   | Clemilda Fernandes     | Brasile       | s.t.     |
| 24   | Evelyn Stevens         | Stati Uniti   | s.t.     |
| 25   | Tat'jana Antošina      | Russia        | s.t.     |
| 26   | Evelyn García          | El Salvador   | s.t.     |
| 27   | Denise Ramsden         | Canada        | s.t.     |
| 28   | Joanna Hotchkiss       | Sudafrica     | s.t.     |
| 29   | Maaike Polspoel        | Belgio        | a 32"    |
| 30   | Tatiana Guderzo        | Italia        | s.t.     |
| 31   | Nicole Cooke           | Gran Bretagna | s.t.     |
| 32   | Clara Hughes           | Canada        | s.t.     |
| 33   | Trixi Worrack          | Germania      | a 35"    |
| 34   | Noemi Cantele          | Italia        | s.t.     |
| 35   | Kristin Armstrong      | Stati Uniti   | a 47"    |
| 36   | Amber Neben            | Stati Uniti   | a 51"    |
| 37   | Judith Arndt           | Germania      | a 59"    |
| 38   | Larisa Pankova         | Russia        | a 1'53"  |
| 39   | Shara Gillow           | Australia     | s.t.     |
| 40   | Emma Pooley            | Gran Bretagna | a 1'57"  |
| FT   | Ingrid Drexel          | Messico       | -        |
| FT   | Loes Gunnewijk         | Paesi Bassi   | -        |
| FT   | Charlotte Becker       | Germania      | -        |
| FT   | Liu Xin                | Cina          | -        |
| FT   | Monia Baccaille        | Italia        | -        |
| FT   | Fernanda da Silva      | Brasile       | -        |
| FT   | Ellen van Dijk         | Paesi Bassi   | -        |
| FT   | Lucy Martin            | Gran Bretagna | -        |
| FT   | Hsiao Mei Yu           | Taipei        | -        |
| FT   | Alona Andruk           | Ucraina       | -        |
| FT   | Audrey Cordon-Ragot    | Francia       | -        |
| FT   | Ludivine Henrion       | Belgio        | -        |
| FT   | Robyn de Groot         | Sudafrica     | -        |
| FT   | Amanda Spratt          | Australia     | -        |
| FT   | Chloe Hosking          | Australia     | -        |
| FT   | Yumari González        | Cuba          | -        |
| FT   | Emilie Moberg          | Norvegia      | -        |
| FT   | Anna Söderberg         | Svezia        | -        |
| FT   | Jamie Wong             | Hong Kong     | -        |
| DNF  | Mayuko Hagiwara        | Giappone      | -        |
| DNF  | Danielys García        | Venezuela     | -        |
| DNF  | Paola Munoz            | Cile          | -        |
| DNF  | Aurélie Halbwachs      | Mauritius     | -        |
| DNF  | Elena Čalych           | Azerbaigian   | -        |
| DNF  | Jutatip Maneephan      | Thailandia    | -        |
| DNF  | Janildes Fernandes     | Brasile       | -        |